# 켈리 블래츠
켈리 블래츠(Kelly Blatz, 1987년 6월 16일 ~ )는 미국의 배우이다.

## 출연 작품
- 헥스 (2018)
- 엑소시즘: 죽음의 소리 (2015)
- 원 스퀘어 마일 (2014)
- 로스트 엔젤레스 (2012)
- 글로리 데이즈(영어판) (2010)
- 아론 스톤 (2009)
- 스카이러너스 (2009)
- 에이프릴 샤워즈 (2009)
- 창녀 (2008)
- 프롬 위딘 (2008)
- 프롬 나이트 (2008)
- 오클리 세븐 (2006)
- 사이몬 세이즈 (2006)